# Астурия (пьеса)

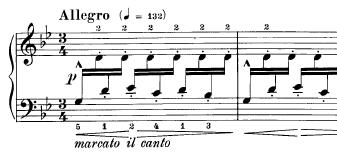
Начало «Астурии»

Асту́рия (исп. Asturias) — 5-я пьеса в «Испанской сюите» Исаака Альбениса.

## История
6-минутная фортепианная пьеса в тональности G-minor была написана в качестве прелюдии к трёхчастным «Испанским напевам» и впервые опубликована в Барселоне в 1892 году. Она выделяется своей изысканной и замысловатой мелодией и резкими динамическими контрастами.
Название «Астурия» с подзаголовком «Легенда» было присвоено этому произведению издательством «Гофмейстер» в посмертной публикации «Испанской сюиты» в 1911 году. Сам композитор не включал «Легенду» в эту сюиту.

## Характеристика
Несмотря на название, к народной музыке Астурии (провинции в северной Испании) пьеса не имеет никакого отношения и восходит к традициям южных регионов, в частности, андалусийского фламенко. Биограф композитора Уолтер Аарон Кларк называет пьесу образцом «чистого фламенко». На фортепиано имитируется гитарная техника исполнения с чередованием большого и остальных пальцев правой руки, причём указательный играет повторяющуюся ноту на открытой струне, а мелодию ведёт большой палец. В теме используется 12-дольный ритм и фригийский лад, характерные для стиля bulerías. Вторая часть пьесы напоминает декламацию стихов copla — одну из традиционных частей представления фламенко. После короткой средней части мелодия возвращается к первой теме, завершаясь медленным «гимном».

## Переложения
Пьесу невозможно просто сыграть на гитаре как из-за неподходящей тональности, так и из-за того, что фортепиано имеет гораздо больший диапазон. Первую адаптацию для гитары многие приписывают Франсиско Тарреге, который транспонировал пьесу в её самую известную тональность E-minor. Стэнли Йейтс считает, что первым пьесу адаптировал для гитары Северино Гарсия Фортеа. Наиболее известное переложение, вошедшее в золотой фонд произведений для классической гитары, принадлежит Андресу Сеговии.
Итальянский альтист Марко Мишанья аранжировал это произведение для альта соло.

## Влияние
Гитарист группы The Doors Робби Кригер использовал мелодию «Астурии» для композиции «Spanish Caravan» альбома Waiting for the Sun 1968 года.